# 99862 Kenlevin
99862 Kenlevin este o planetă minoră (asteroid), cu un diametru de 7,336 km, din centura de asteroizi. A fost descoperită pe 23 iulie 2002 la Observatorul Palomar de Sebastian Florian Hönig⁠(d). 
Obiectul prezintă o orbită caracterizată de o semiaxă mare de 3,9501299085845 UAi, o excentricitate de 0,26, o înclinație de 10,1 ° în raport cu ecliptica.